# Тоде, Генрих Юлиус
Генрих Юлиус Тоде (нем. Heinrich Julius Tode; 1733—1797) — немецкий ботаник и священник.

## Биография
Генрих Юлиус Тоде родился 31 мая 1733 года в деревне Цолленшпикер в окрестностях Гамбурга. С детства интересовался ботаникой. После смерти отца Иоганна Дитериха Тоде в 1744 году мать Генриха вместе с 9 детьми переехала в Гамбург. В 1755 году Тоде поступил в Гамбургскую Академическую гимназию. С 1757 года он изучал теологию в Гёттингенском университете. С 1761 года работал учителем детей Йоахима Рудольфа Бретшнайдера. В 1764 году женился на одной из своих бывших учениц, Хелене Доротее Бретшнайдер.
В 1783 году Тоде стал пробстом. В 1790—1791 он издал книгу Fungi mecklenburgenses selecti, описывающую некоторые грибы окрестностей Мекленбурга.
В 1793 году он переехал в Шверин, после чего у него началась депрессия. Он решил уничтожить свой микологический гербарий и рукописи. 30 декабря 1797 года Тоде скончался.

## Некоторые научные работы
- Tode, H.J. (1790—1791). Fungi mecklenburgenses selecti. 2 fasc.

## Роды, названные в честь Г. Ю. Тоде
- Todea Willd. ex Bernh., 1801
- Mycotodea Kirschst., 1936 [syn.  Leptosphaeria Ces. & De Not., 1863, nom. cons.]